# دریاچه مالینوویه
دریاچه مالینوویه (روسی: Малиновое) یک دریاچه آب شور در سرزمین آلتای کشور روسیه است.